# Catocala ellenensis
Catocala ellenensis là một loài bướm đêm trong họ Erebidae.